# Крадожон Роман Павлович
Рома́н Па́влович Крадожо́н (27 жовтня 1977 — 13 серпня 2014) — солдат 34-го батальйону територіальної оборони «Батьківщина» Збройних сил України, учасник російсько-української війни.

## Життєпис
Народився 1977 року в селі Велика Северинка (тоді Кіровоградського району Кіровоградської області), у своєму селі закінчив загальноосвітню школу, по тому — училище в Козятині за спеціальністю «повар-кондитер». Завідував автозаправною станцією «Лукойл».
Доброволець, призваний в часі першої хвилі мобілізації навесні 2014-го. Водій-санітар медичного пункту, 34-й батальйон територіальної оборони «Батьківщина».
13 серпня 2014 року загинув під час обстрілу терористами з БМ-21 опорного пункту в районі села Ленінське. Санітарний автомобіль, яким керував Крадожон, був обстріляний зі стрілецької зброї. Роман зазнав смертельних кульових поранень, від яких помер на місці.
Похований у Великій Северинці 15 серпня 2014 року.
Без Романа лишились мама Любов Свиридівна Крадожон, дружина та два сини..

## Нагороди та вшанування
- 14 листопада 2014 року за особисту мужність і героїзм, виявлені у захисті державного суверенітету та територіальної цілісності України, вірність військовій присязі під час російсько-української війни, відзначений — нагороджений орденом «За мужність» III ступеня (посмертно).
- Вшановується 13 серпня на щоденному ранковому церемоніалі вшанування українських захисників, які загинули цього дня у різні роки внаслідок російської збройної агресії[4].
- Його портрет розміщений на меморіалі «Стіна пам'яті полеглих за Україну» у Києві: секція 2, ряд 6, місце 28.
- 1 вересня 2014 року в селі Велика Северинка на будівлі загальноосвітньої школи йому відкрито меморіальну дошку.
- у Великій Северинці його іменем названо вулицю.[5]